# NGC 30
NGC 30 est une paire d'étoiles située dans la constellation de Pégase. Elle a été recensée par l'astronome allemand Albert Marth le 30 octobre 1864.